# Бедестан
Бедеста́н (перс. بیدستان‎) — город на северо-западе Ирана, в провинции Казвин. Входит в состав шахрестана Эльборз.

## География
Город находится в центральной части провинции, на расстоянии приблизительно 10 километров к востоку-юго-востоку (ESE) от Казвина, административного центра провинции и на расстоянии 105 километров к северо-западу от Тегерана, столицы страны. Абсолютная высота — 1281 метр над уровнем моря.

## Население
По данным переписи 2006 года численность населения составляла 20 110 человек.

## Транспорт
Сообщение Бедестана с другими городами осуществляется посредством железнодорожного и автомобильного транспорта.
Ближайший аэропорт расположен в городе Казвин.